# Плита Вудларк
Плита Вудларк — литосферная микроплита. Имеет площадь 0,01116 стерадиан. Обычно рассматривается вместе с Австралийской плитой.
Расположена в западной части Тихого океана. Является фундаментом центральной и восточной части Новой Гвинеи, южной части Соломонова моря, островов Тробрианд.
Плита Вудларк ограничена Каролинской, Северо-Бисмаркской, Южно-Бисмаркской, плитой Соломоново моря, Тихоокеанской , Австралийской, плитой Маоке и плитой Птичья голова.
Название плиты происходит от острова Вудларк.